# Химпласт (завод, Новосибирск)
Химпласт — завод, располагавшийся на Фабричной улице в Железнодорожном районе Новосибирска. Основан в 1941 году. Предприятие изготавливает продукцию на основе поливинилхлорида.

## История
Предприятие было создано на базе Кусковского химического завода, эвакуированного в октябре 1941 года из города Перово Московской области в Новосибирск.
24 декабря 1941 года заработала первая очередь цеха формалина.
В 1942 году завод выпустил 7168 т. продукции.
До 1991 года на заводе издавалась газета «Химик» (с 1956 г.), действовали клуб (с 1967 г.) и Музей трудовой славы (с 1971 г.).
29 июля 2014 года на проезжую часть улицы Фабричной рухнула стена одного из корпусов завода, в результате чего был повреждён автомобиль.

## Производство
В период Великой Отечественной войны завод создавал продукцию для изготовления боеприпасов: уротропин, аминопласт, дибутилфталат, петаэритрит, диметилфталат, ормалин.
Продукция завода применялась в атомной, ракетно-технической, самолётостроительной отраслях.
В 2001 году продукция завода насчитывала 44 наименования: изоляционная и электроизоляционная лента, пластикат ПВХ, продукция из фторопласта, плёнка ПВХ и т. д.

## Влияние на экологию
Член правления новосибирского отделения Союза архитекторов РФ Игорь Поповский вспоминал о заводе следующее:

Во время войны сюда перевезли «Химпласт». Он находился с подветренной стороны центральной части города и постоянно его заражал — 4 ПДК фенола делал. Еще в 50-х годах обсуждалось, что завод надо вынести за пределы города. Лично я школьником наблюдал так называемый «лисий хвост» — выброс стелющегося желто-оранжевого тумана, который уходил в сторону железной дороги… Я извиняюсь, конечно, может, это будет обидно для работников «Химпласта», но то, что он умер, — и слава богу.— НГС.НОВОСТИ

## Руководители
- В. А. Лихачёв (1941—1942);
- И. Р. Барботин (1942—1945);
- В. А. Рогов (1945—1954);
- Ю. М. Миллер (1955—1958);
- Б. Г. Архаров (1958—1963);
- Г. В. Шибанов (1963—1976);
- Ю. А. Воробьёв (1976—1985);
- Э. В. Васильев (1985—?)[3].